# Elmeél
Az elmeél a romantika egyik filozófiai kulcsfogalma.

## Története
Friedrich Schlegel (1772 – 1829) szerint „a végtelen utáni vágyódásban rejlik a filozófia lényege.” Ez kettős értelemmel bír, egyfelől kifejezi, hogy a végtelen nem birtokolható, másfelől a vágyódás nem szabadulhat meg a végtelenre való irányultságtól. Ezt az irányultságot a műalkotás teljesíti be, amely ha ismeretszerűen nem is foglalja magába, ám sejtetve mégis kifejezésre juttatja a végtelent, az abszolútumot.
A műalkotás az allegória, az elmeél és az irónia segítségével sejteti azt, ami kifejezhetetlen, az abszolútumot. 
De miként ábrázolható a végtelen a végesben, ha adekvát módon a gondolkodás és a fogalmak által nem ragadható meg? 
A poétikai beszéd több(l)et-mondását Schlegel allegóriának nevezi. Az allegóriában egyesül a véges értelem és a végtelen érzékiség, kifejezve azt, ami kifejezhetetlen. Arra való célzás ez, ami kimondhatatlan; a végtelen sejtetése, függetlenül az egységre való törekvéstől. 
Az allegóriával szemben az elmeél a végesre irányul: az egység és a végtelenség egységének punktuális felvillanása a végesben. De csupán felvillanás ez, tehát nem tartósan mutatkozik meg, nem áll össze a teljességre való törekvéssé. Tehát míg az allegória esetében az egyedi mint egyedi megsemmisítéséről van szó, úgy az elmeél (éppen fordítva) a teljesség egységessé tételére irányul.

## Bibliográfia
- Behler, Ernst: Friedrich Schlegel megértéselmélete; Gond, 1998, 17., 159–179. o.
- Frank, Manfred: A koraromantika filozófiai alapjai; Gond, 1998, 17., 40–117. o.
- Schlegel, Friedrich: A filozófiáról Dorotheának; Gond, 1998, 17., 141–158. o.
- Weiss János: Mi a romantika; Jelenkor Kiadó, Pécs, 2000